# Adolf Schuhmacher
Adolf Schuhmacher (* 1896 in Bochum; † 1978) war ein deutscher Architekt und Hochschullehrer.

## Leben
Adolf Schuhmacher absolvierte bis 1923 ein Architekturstudium an der TH Stuttgart. Anschließend war er Mitarbeiter bei Paul Schmitthenner. 1926 bestand er die Regierungsbaumeisterprüfung und von 1925 bis 1930 war er Assistent bei Heinz Wetzel an der Technischen Hochschule Stuttgart.
Von 1931 bis 1935 war er Leiter des neu gegründeten Basler Stadtplanbureaus, das nach seiner Entlassung vier Jahre vakant blieb. Von 1938 bis 1943 war er Leiter des Stadtplanungsamtes Hamburg.
Von 1943 bis 1945 war Schuhmacher Professor an der Technischen Hochschule Linz.

## Bauten (Auswahl)
1928–1931 Otto-Moericke-Turm, Konstanz

## Wettbewerbe
- Januar 1930, 1. Preis Bebauungsplan Bludenz (Österreich)[1].
- Mai 1930, 4. Preis Västerbron-Straßenbrücke Stockholm[1].